# Parents à mi-temps
Pour plus de détails, voir Fiche technique et Distribution.
Parents à mi-temps est un téléfilm français réalisé par Alain Tasma et diffusé en 1995.
Ce téléfilm aura une suite Parents à mi-temps : Chassés-croisés réalisée par Caroline Huppert en 1999.

## Synopsis
Pour Paul et Alice, la vie ensemble est devenue insupportable. Après des années de vie commune, ils décident de se séparer. Une histoire tout ce qu'il y a de plus banal de nos jours... Seulement, ils ont une fille, Noèmie, pour qui cette séparation devient vite une sinécure: une semaine sur deux, elle vit avec son père ou sa mère et navigue entre deux maisons. Alors un jour, Noèmie craque et décide d'inverser les rôles. Elle impose à ses parents un mode de vie particulier : c'est elle qui reste dans l'appartement familial et ce sont eux qui viennent à tour de rôle la garder.

## Fiche technique
- Réalisateur : Alain Tasma
- Scénariste : Gilles Chenaille et Marie-Françoise Colombani
- Décorateur de plateau : Frédéric Karali
- Ingénieur du son : Gérard Lamps
- Musique du film : Bill Baxter et Laurent Ganem
- Producteur : Jean-François Lepetit
- Société(s) de production : Flach Film
- Format : Couleur
- Pays d'origine : France
- Genre : Comédie
- Durée : 95 minutes
- Date de première diffusion : 8 décembre 1995

## Distribution
- Charlotte de Turckheim : Alice
- Robin Renucci : Paul
- Alicia Alonso : Inès
- Salomé Stévenin : Noémie
- Sylvie Flepp : Laurence
- Karine Darrah : Natacha
- Jean-Michel Noirey : Patrick
- Sophie Artur : Mme Saint-Georges
- Pascal Elso : M. Elso
- Agnès Galan : L'institutrice
- Alain Moussay : Le directeur
- Hugues Martel : Simon
- Sidney Boccara : Représentant